# Tribehou
Tribehou är en kommun i departementet Manche i regionen Normandie i norra Frankrike. Kommunen ligger i kantonen Saint-Jean-de-Daye som tillhör arrondissementet Saint-Lô. År 2022 hade Tribehou 511 invånare.

## Befolkningsutveckling
Antalet invånare i kommunen Tribehou
| Referens: INSEE |